# هاینرود (تورینگن)
هاینرود (به آلمانی: Hainrode) یک شهر در آلمان است که در Nordhausen واقع شده‌است. هاینرود ۳۷۲ نفر(تا سال ۲۰۱۷ میلادی) جمعیت دارد.